# Robert Hawthorn
Pour les articles homonymes, voir Hawthorn.
Robert Hawthorn, né le 13 juin 1796 à Dewley Burn (Walbottle) et mort le 26 juin 1867 à Elswick (Newcastle-on-Tyne), est un industriel britannique. 

## Biographie
Ingénieur (1816), il fonde en 1817 une entreprise de construction de matériel de navigation. Son frère William (1799-1875) s'associe à lui en 1820 et l'entreprise se lance dans la fabrication de Crampton. 
Après la mort de Robert Hawthorn en 1867, l'entreprise fusionne en 1870 avec Robert Stephenson and Company puis avec le constructeur de navires A. Leslie and Company (en) (1880) et devient ainsi la R & W Hawthorn Leslie and Company. 
Dans le roman de Jules Verne Les Aventures du capitaine Hatteras où il est cité dès le tout premier chapitre, la proue et des machines du Forward d'Hatteras ont été construites dans ses ateliers. 